# Lee Seung-gi
Lee Seung-gi (en hangul, 이승기; en hanja, 李昇基; Seúl, 13 de enero de 1987) es un cantante, actor y presentador de televisión surcoreano. Es el 19.° descendiente de la generación del Príncipe Yangnyeong, hijo mayor del Rey Taejong de Joseon.
Conocido como el rey de las baladas, ha tenido innumerables éxitos musicales como "Because You're My Woman", "Will You Marry Me?", "Return", etc. Obtuvo un mayor éxito como actor al protagonizar dramas populares como Sorpresas del destino, My Girlfriend is a Nine-Tailed Fox y Gu Family Book. 
En programas de variedades, es conocido por ser uno de los miembros de la primera temporada del programa de fin de semana 1 Night 2 Days desde noviembre de 2007 hasta febrero de 2012, y por ser el presentador del talk show Strong Heart, a partir de octubre del 2009 hasta abril del 2012. Sus logros y gran éxito en estos tres campos como cantante, actor y presentador de televisión, le valió el título de "Triple Corona" o "Triple Amenaza". Se ubicó séptimo en la lista Forbes de celebridades poderosas de Corea en 2010, cuarto en 2011 y sexto en 2012 y 2015.

## Biografía
Completó su servicio militar a finales de octubre de 2017.
Es el 19° descendiente de la generación del Príncipe Yangnyeong, hijo mayor del rey Taejong de Joseon.

## Carrera
Es conocido como uno de los hermanos pequeños de la nación de Corea del Sur debido a su popularidad. 
Desde mayo de 2021 es miembro de la agencia Human Made, en junio del mismo año se anunció que sería manejado por dos agencias Human Made y Hook Entertainment después de asociarse nuevamente con ellos, previamente formó parte únicamente de Hook por 17 años, de 2004 hasta el 31 de mayo de 2021.

### Cantante (2004-presente)
Descubierto por la cantante Lee Sun Hee, Lee Seung Gi entrenó durante 2 años antes de debutar el 5 de junio de 2004 a la edad de 17 años. Because You're My Girl, su canción debut de su primer álbum The Dream Of A Moth, era una balada popular que creó un síndrome por el "gusto por las mujeres mayores" en Corea del Sur. Con esta canción, ganó el premio a "Mejor Artista Revelación" en varias premiaciones musicales en 2004, como en M.net KM Music Festival y Seoul Music Awards. En 2007, también ganó el premio a "Mejor Solista 
Masculino" en el M.net KM Music Festival con su canción White Lie de su tercer álbum, Story Of Separation.
Lanzó un sencillo digital Will You Marry Me? en 2009, el cual se convirtió en un gran éxito en Corea del Sur, 
aun sin haber promoción oficial. Con este sencillo, recibió el premio "Single Bonsang Digital" en los 24th Golden Disk Awards.
En 2010, grabó una versión en dúo de su canción del 2007 Smile Boy con la ex patinadora sobre hielo surcoreana, Kim Yuna, la cual se convirtió en la canción oficial para los comerciales de la Copa Mundial de Fútbol 2010 en Corea del Sur. También recibió el premio "Single Bonsang Digital" por segunda vez consecutiva en los 25th Golden Disk Awards con su canción Love Taught Me To Drink.
El 6 de marzo de 2012 debutó oficialmente en Japón con el lanzamiento su primer álbum debut Time for Love y un sencillo del mismo nombre que fue clasificado con el número uno en Oricon Daily Chart. Se celebró un concierto en el Nippon Budokan de Tokio, el 1 de junio de 2012, tres meses después de su debut convirtiéndose en el cantante más rápido en tener un concierto después de su debut.
El 22 de noviembre de 2012, lanzó un miniálbum (5,5), Forest. La canción principal Return se convirtió en el número uno en las listas de música como Instiz, Gaon Chart y Billboard Korea K-Pop Hot 100 por semanas. Fue número uno en el mes de diciembre en Gaon Chart. También estableció un récord por ser el número uno durante seis semanas consecutivas en Billboard Korea K-Pop Hot 100.
El 10 de junio de 2015 regreso a la música con su sexto álbum, And..., después de un hiato de dos años y siete meses.
El 21 de enero de 2016, de acuerdo con su agencia Hook Entertainment, Lee se estaría enlistando el 1 de febrero al servicio militar obligatorio. Y como un regalo para sus fans, lanzó un nuevo sencillo el mismo 21 de enero al mediodía, titulado "I'm Going to The Military".
El 3 de marzo de 2016 su canción "Meet Someone Like Me" fue lanzada. Este nuevo sencillo fue la última canción que grabó Lee antes de unirse al Ejército y fue producido por Psy, como regalo del creador de Gangnam Style al haber sido él quien escribió su primera canción hace 12 años.

### Actor (2006 - presente)
En 2005 fue actor invitado en la comedia de MBC Nonstop 5. Sin embargo, debutó oficialmente como actor en el año 2006 con el drama de fin de semana de KBS The Infamous Chil Sisters. En 2008, se le ofreció el papel principal en el drama histórico de la MBC The Return of Iljimae, pero se vio obligado a rechazar la oferta debido a su apretada agenda.
Tres años después, fue elegido como el personaje principal masculino en el drama de fines de semana Sorpresas del Destino de SBS, protagonizado por las actrices coreanas Han Hyo Joo y Moon Chae Won. El drama mantuvo el primer puesto en los índices de audiencia durante diez semanas consecutivas y terminó el 26 de julio de 2009 con el episodio 28 logrando el más alto índice de audiencia, 47,1%. El gran éxito impulsó la popularidad de Lee como actor tanto a nivel local como internacional. Con este drama, recibió el premio a la "Excelencia en Actuación", el premio "Top 10 Stars" y el premio a "Mejor Pareja" con Han Hyo Joo en el SBS Drama Awards del 2009.
Su actuación en el drama de miércoles y jueves My Girlfriend is a Nine-Tailed Fox de SBS, del 2010, le valió sus segundos premios de "Excelencia en Actuación", "Top 10 Stars" y a "Mejor Pareja" con su coestrella Shin Min Ah en el SBS Drama Awards del 2010.
En 2012 protagonizó el drama de la MBC The King 2 Hearts junto a la actriz Ha Ji Won. En octubre de 2012, la agencia de Lee anunció que sería el protagonista de su primer drama histórico y de fantasía titulado Gu Family Book Durante todo el periodo de emisión, Gu Family Book se convirtió en el drama más visto de los lunes y martes durante doce semanas consecutivas.
En 2014 tomó el papel protagónico del drama de SBS, You're All Surrounded.
El 18 de julio su agencia confirmó que protagonizaría la película Love Forecast (también conocida como Today's Love). Love Forecast fue su primera película debutando en la pantalla grande. 
El 20 de julio de 2015 fue confirmado para protagonizar la película histórica Marital Harmony junto a Shim Eun Kyung, con quien comenzó a filmar el 9 de septiembre. La película es la segunda entrega de una trilogía planeada por Jupiter Films después del éxito de taquilla The Face Reader en 2013. La película se estrenó en 2018.
El 3 de marzo de 2021 se unió al elenco principal del drama Mouse donde interpretó al detective Jeong Ba-reum, un honesto oficial de la policía novato cuya vida da un obscuro y peligroso cambio debido a un accidente después de una confrontación con un asesino psicópata nato que ha hecho temblar de miedo a toda la nación, hasta el final de la serie el 19 de mayo del mismo año.
En octubre del mismo año se anunció que estaba en pláticas para unirse al elenco de la serie Supernote.

### Presentador (2007 - presente)
Lee fue un miembro permanente de la primera temporada de 1 Night 2 Days, un segmento del programa de fines de semana de KBS, Happy Sunday, a partir de noviembre de 2007 hasta febrero de 2012. En 2008, recibió el "Premio al Más Popular" en los KBS Entertainment Awards por su alta popularidad en 1 Night 2 Days. Sus esfuerzos y contribuciones en hacer de 1 Night 2 Days uno de los más queridos y más largos programas en Corea del Sur le ganó el premio "Top Excellence MC" en los KBS Entertainment Awards 2010 y el premio "Daesang" junto con los otros miembros de la primera temporada en el KBS Entertainment Awards 2011. 
Luego participó como presentador en el talk show de los martes por la noche de SBS, Strong Heart, en octubre de 2009, coanimado con Kang Ho Dong A pesar de que este programa era relativamente nuevo en SBS, Strong Heart fue reconocido como el "Mejor Programa" en los SBS Entertainment Awards 2009 y Lee fue galardonado con el premio "Netizens’ Popularity" después de haber recibido el mayor número de votos en la encuesta en línea. En marzo de 2012 anunció su salida de Strong Heart con el fin de centrarse en su carrera como cantante. Grabó su último episodio el 15 de marzo, el cual fue transmitido el 3 de abril.
En 2017 fue presentado como parte del reparto del programa All The Butlers de SBS.
En 2018 fue anunciado como el MC del programa de supervivencia Produce 48 de Mnet.
En 2019 tuvo un papel protagónico en la serie Vagabond, con Suzy como coprotagonista, la cual se tramsmitió por Netflix.
En abril de 2022 se confirmó que se uniría al elenco principal de la serie de la KBS2, Love According to the Law, donde dará vida a Kim Jung-ho, un carismático exfiscal y actual arrendador, quien conoce a Kim Yu-ri desde hace 17 años. La serie está basada en la exitosa novela web con el mismo nombre de Noh Seung-ah.

### Otras Actividades
Al ser un artista popular y versátil, con una imagen limpia y positiva, Lee es uno de los modelos comerciales más agradables y la celebridad más endosante en Corea del Sur. Él respalda una amplia variedad de productos y servicios, desde servicios bancarios (KB Group), ropa (Heritory), alimentos (Pizza Hut) y la electrónica del hogar (refrigeradores Samsung Zipel). También ha sido el número uno en el Ranking de Preferencia en Modelos de Comerciales en la encuesta mensual de la Asociación de Anuncios Coreanos numerosas veces en los últimos años.
El 23 de junio de 2012, Lee fue uno de los portadores de la antorcha de los Juegos Olímpicos de Londres 2012 elegido por Samsung, uno de los socios mundiales de dicho evento. Se llevó la antorcha desde la avenida Rochdale Stratford hasta el Camino Manchester. El 30 de octubre de 2012, la Comisión Nacional de Elecciones de Corea del Sur nombró a Lee como el Embajador Honorífico Online de la campaña nacional por una elección presidencial justa y limpia.

## Vida personal

### Estudios
A pesar de su apretada agenda, Lee fue capaz de graduarse de la Universidad Dongguk en un plazo de 4 años, obteniendo su licenciatura en Comercio Internacional y Administración el 20 de febrero de 2009 y recibiendo un Premio Especial al Logro de la universidad. Luego continuó sus estudios sacando una segunda maestría en Contenido Cultural en la Escuela de Graduados de Dongguk después de haber terminado la maestría en Teoría del Comercio y Finanzas, también en la Escuela de Graduados de Dongguk en 2012.

### Servicio Militar
El 1 de febrero de 2016, Lee Seung Gi comenzó los 21 meses de servicio militar obligatorio como soldado en servicio activo con el ingreso al Centro de Entrenamiento de Reclutas del Ejército Nonsan en Chungcheongnam-do. Después de entrenar allí durante cinco semanas fue enviado a su comando asignado al término de la ceremonia de finalización.
Lee fue formalmente liberado del ejército el 31 de octubre de 2017 en Jeungpyeong, Chungcheong donde formó parte de las fuerzas especiales (13 Brigada 'Pantera Negra').

#### Vida en el Ejército
- Terminó su entrenamiento básico de 5 semanas con honores, al obtener las mejores calificaciones de su grupo, por lo que fue seleccionado en el Comando Especial de Guerra (Fuerzas especiales) del Ejército Surcoreano, en la Brigada 13a  donde ejercía como Soldado de Inteligencia, al ser elegido en la Unidad de Inteligencia de las Fuerzas Especiales. Este Comando obliga a sus soldados a obtener una licencia de paracaidistas como primer entrenamiento, aunque Lee padece acrofobia esto no fue excusa para no entrenar como todos sus compañeros. Se reportó que terminó el entrenamiento de paracaidista el cual tenía un periodo de duración de cinco semanas exitosamente, después de cumplir con el último salto a 730 m de altura desde un helicóptero militar, y obtuvo la licencia. También se informó que se ofreció como voluntario a la marcha de larga distancia que hacen todos los de las Fuerzas Especiales, dicha marcha es de 500 km en un periodo de una semana.
- Además de los entrenamientos, los soldados están en constantes actividades, como la del Día del Niño, sin embargo, Lee a rechazado varias peticiones de los altos cargos de participar al él poder servir de promoción, su rechazo constante se debe a que no quiere que se malinterpreten sus acciones y le gustaría terminar su servicio en silencio. La primera actividad televisada en la que participó fue en la entonación del Himno nacional en el Día del los Caídos, como representante de las Fuerzas Armadas, su agencia explicó que la razón por la que apareció en frente a las cámaras por primera vez desde su alistamiento fue porque la Presidenta de Corea estaría presente y porque se identificaba con el noble propósito de dicho evento.[77]

### Relaciones
En enero de 2014 se reveló que había estado saliendo con Yoona del grupo de K-pop surcoreano Girls Generation desde septiembre de 2013. El 13 de agosto de 2015, sus dos agencias confirmaron que terminaron su relación debido a sus horarios de trabajo, pero que seguían siendo amigos.

### Salud
El 15 de febrero de 2022, su agencia Hook Entertainment anunció que había dado positivo para COVID-19 por lo que había detenido temporalmente todas sus actividades y se encontraba en autoasilamiento y siguiendo las pautas de las autoridades sanitarias de Corea del Sur.

## Discografía

### Álbumes
Estudio
- 'The Dream of a Moth (나방의 꿈), 1 de junio de 2004
- 'Crazy For You, 3 de febrero de 2006
- 'Story of Separation (이별 이야기), 16 de agosto de 2007
- ''Unfinished Story Released (아직 못 다한 이야기), 14 de noviembre de 2007 ''
- ''Shadow, 17 de septiembre de 2009 ''
- ''Shadow (Repackage), 19 de enero de 2010''
- ''Tonight, 27 de octubre de 2011 ''
- ''Forest (숲), 22 de noviembre de 2012 ''

''Otros''
- 'Remake Album - When a Man Loves a Woman (남자가 여자를 사랑할 때), 14 de septiembre de 2006
- 'Remake Album - When a Man Loves a Woman Vol.2 (남자가 여자를 사랑할 때 Vol.2), 24 de marzo de 2008
- 'Love - The 1st Concert, 9 de abril de 2007

## Filmografía

### Series de televisión
| Año       | Título                             | Rol                     | Red  | Notas               |
| --------- | ---------------------------------- | ----------------------- | ---- | ------------------- |
| 2004–2005 | Nonstop 5                          | Lee Seung-ki            | MBC  |                     |
| 2006      | The Infamous Chil Sisters          | Hwang Tae-ja            | KBS  |                     |
| 2009      | Brilliant Legacy                   | Sunwoo Hwan             | SBS  | [ 35 ]              |
| 2010      | My Girlfriend Is a Nine-Tailed Fox | Cha Dae-woong           | SBS  | [ 79 ]              |
| 2011      | The Greatest Love                  | Lee Seung-ki (él mismo) | MBC  | Cameo – Episodio 9  |
| 2012      | The King 2 Hearts                  | Lee Jae-ha              | MBC  | [ 81 ]              |
| 2013      | Gu Family Book                     | Choi Kang-chi           | MBC  | [ 82 ]              |
| 2014      | You're All Surrounded              | Eun Dae-goo/Kim Ji-yong | SBS  | [ 46 ]              |
| 2015      | The Producers                      | como él mismo           | KBS2 | Cameo – Episodio 6  |
| 2017–2018 | A Korean Odyssey                   | Son Oh-gong             | tvN  | rol principal       |
| 2019      | Vagabond                           | Cha Dal-geon            | SBS  | protagonista        |
| 2021      | Mouse                              | Jung Ba-reum            | tvN  | Personaje principal |
| 2022      | Love According to the Law          | Kim Jung-ho             | KBS2 | Personaje principal |

### Películas
| Año  | Título          | Rol           | Notas  |
| ---- | --------------- | ------------- | ------ |
| 2015 | Love Forecast   | Kang Joon-soo | [ 48 ] |
| 2018 | Marital Harmony | Seo -yoon     | [ 89 ] |

### Programa de variedades
| Año             | Red     | Título                             | Notas                                                                                               |
| --------------- | ------- | ---------------------------------- | --------------------------------------------------------------------------------------------------- |
| 2004            | SBS     | Good Sunday – X-Man                | invitado                                                                                            |
| 2006            | KBS     | Happy Sunday – Heroine 6           | invitado                                                                                            |
| 2007–2012       | KBS     | Happy Sunday – 1 Night 2 Days      | miembro junto a Kang Ho-dong, Lee Soo-geun, Eun Ji-won, Kim C, MC Mong, Kim Jong-min, Uhm Tae-woong |
| 2012            | tvN     | The Romantic                       | Narrador                                                                                            |
| 2013            | tvN     | Sisters Over Flowers               | elenco                                                                                              |
| 2013            | MBC     | Insects, Great Instinct            | Narrador                                                                                            |
| 2015            | tvN     | New Journey to the West            | elenco (Tang Sanzang) con Kang Ho-dong, Lee Soo-geun, Eun Ji-won                                    |
| 2019            | SBS     | Little Forest                      | miembro                                                                                             |
| 2018 - presente | SBS     | All The Butlers                    | elenco                                                                                              |
| 2019, 2021      | Netflix | Busted!                            | miembro (segunda y tercera temporada)                                                               |
| 2019            | OSEN    | Together (2mantrip)                | miembro - junto a Jasper Liu                                                                        |
| 2020            |         | Friday Night                       | miembro                                                                                             |
| 2020            | tvN     | Hometown Flex (Seoul Country Folk) | miembro                                                                                             |
| 2020            | JTBC    | Sing Again                         | presentador                                                                                         |
| 2021            | tvN     | Amazing Saturday (DoReMi Market)   | (ep. #147) - invitado                                                                               |
| 2021            | SBS     | Team Up 072                        | miembro                                                                                             |
| 2021            | SBS     | Loud                               | invitado                                                                                            |
| 2021            | Netflix | New World                          | miembro                                                                                             |

### Presentador
| Año                     | Evento / Programa             | Cadena | Notas                                           |
| ----------------------- | ----------------------------- | ------ | ----------------------------------------------- |
| 2022                    | 36th Golden Disc Awards       | JTBC   | copresentador                                   |
| 2021                    | 35th Golden Disc Awards       | JTBC   | copresentador                                   |
| 2020                    | 38 O’Clock News               | SBS    | presentador invitado                            |
| 2020                    | 34th Golden Disc Awards       |        | [ 116 ] [ 117 ]                                 |
| 2019                    | 2019 Golden Disc Awards       | JTBC   | junto a Park Min-young                          |
| 2018                    | Produce 48                    | Mnet   | presentador                                     |
| 2009 - 2012 2011 - 2012 | Strong Heart                  | SBS    | co-anfitrión - junto a Kang Ho-dong presentador |
| 2021                    | 35th Golden Disc Awards       | -      | co-anfitrión                                    |
| 2021                    | 2021 SBS Entertainment Awards |        | coanfitrión                                     |

### Eventos
| Año  | Título                  | Notas |
| ---- | ----------------------- | ----- |
| 2021 | 2021 Asia Artist Awards |       |

## Premios y nominaciones
Se incluyen aquí algunos de los premios ganados. Para ver la lista completa de nominaciones y premios, Lista de premios y nominaciones recibidas por Lee Seung Gi (en inglés)
| Año  | Categoría                                 | Premio                       | Trabajo                           | Resultado |
| ---- | ----------------------------------------- | ---------------------------- | --------------------------------- | --------- |
| 2021 | Producers’ Award                          | SBS Entertainment Awards     | Master in the House y Team Up 072 | Ganó      |
| 2021 | Variety Star of the Year                  | SBS Entertainment Award      | -                                 | Ganó      |
| 2021 | TV Actor of the Year                      | 2021 Asia Artist Award       | -                                 | Ganó      |
| 2021 | Best Male Entertainer                     | 57th Baeksang Arts Award     | Master in the House y Busted! S3  | Ganó      |
| 2021 | Male Vocalist                             | Brand Customer Loyalty Award | -                                 | Ganador   |
| 2020 | Hot Star Award (OTT)                      | SBS Entertainment Award      | Master in the House               | Ganador   |
| 2020 | Best Male Multi-Entertainer               | 18th Brand of the Year Award | -                                 | Ganador   |
| 2019 | Top Excellence Award in Miniseries (Male) | SBS Drama Award              | Vagabond                          | Ganador   |
| 2019 | Best Couple (junto a Suzy)                | SBS Drama Award              | Vagabond                          | Ganadores |
| 2019 | Producers’ Award                          | 2019 SBS Entertainment Award | All The Butlers & Little Forest   | Ganador   |
| 2018 | Grand Award (Daesang)                     | 12th SBS Entertainment Award | All The Butlers                   | Ganador   |
| 2018 | Artist of the Year                        | 3rd Asia Artist Award        | -                                 | Ganador   |
| 2018 | Best Popular                              | 3rd Asia Artist Award        | -                                 | Ganador   |